# Schwarzlofer
Schwarzlofer är ett vattendrag i Österrike, på gränsen till Tyskland. Det ligger i den centrala delen av landet, 300 km väster om huvudstaden Wien.
Omgivningarna runt Schwarzlofer är en mosaik av jordbruksmark och naturlig växtlighet. Runt Schwarzlofer är det ganska tätbefolkat, med 54 invånare per kvadratkilometer.